# Som brødre vi dele
Som brødre vi dele er en film instrueret af Bent Staalhøj efter eget manuskript.

## Handling
Den 31. december 1991 blev den ØK-ejede DS-Industries, Sojakagen, lukket, og en industri-æra var til ende. Fra den dag ØK meddelte medarbejderne, at deres arbejdsplads lukkede, til den dag det skete, gik der næsten 1 år. Denne sidste tid på Sojakagen skulle ændre medarbejderne totalt. Videoen indeholder arkivmateriale fra Sojakagens begyndelse og interviews med de implicerede parter.